# Deuxième métatarsien
Pour un article plus général, voir Métatarsien.

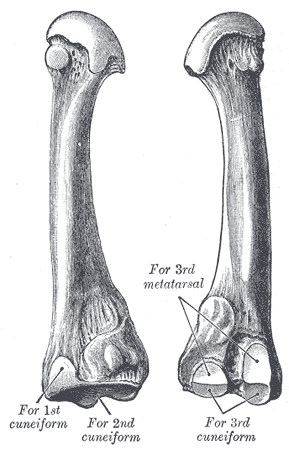
Le deuxième métatarsien

 Le deuxième métatarsien est un des cinq os long du tarse.

## Description
Le deuxième métatarsien est le plus long des métatarsiens. Il se prolonge vers vers l'arrière et est maintenu fermement dans l'évidement formé par les trois os cunéiformes.
Comme les quatre autres métatarsiens, il peut être divisé en trois parties : la base, le corps et la tête.
Sa base est large au-dessus et étroite et rugueuse en dessous.
Elle présente quatre facettes articulaires :
- une en arrière de forme triangulaire qui répond au cunéiforme intermédiaire,
- une dans la partie supérieure de sa face médiale qui répond au cunéiforme médial,
- deux sur sa face latérale séparées par un intervalle rugueux non articulaire, chacune de ces facettes est divisée en deux par une crête verticale, leur partie antérieure répondent au troisième métatarsien et leur partie postérieure au cunéiforme latéral.

Ces facettes contribuent à la deuxième articulation tarso-métatarsienne.
Il existe parfois une cinquième facette médiale qui répond au premier métatarsien et qui complète la première articulation tarso-métatarsienne.
La base du deuxième métatarsien agit comme une " clé de voûte " pour l'articulation entre le tarse et le métatarse.
La tête du deuxième métatarsien s'articule avec la deuxième phalange proximale.

## Insertions musculaires
| Muscle                                           | Direction | Zone d'attache                                                                 |
| ------------------------------------------------ | --------- | ------------------------------------------------------------------------------ |
| Premier muscle interosseux dorsal du pied        | Origine   | Face médiale du deuxième métatarsien                                           |
| Deuxième muscle nterosseux dorsal du pied        | Origine   | Face latérale du deuxième métatarsien                                          |
| Tête horizontale du muscle adducteur de l'hallux | Origine   | Ligament métatarsien transverse profond et articulation métatarso-phalangienne |

## Aspect clinique

### Pied de Morton
Un orteil de Morton ou pied de Morton est une élongation osseuse du deuxième métatarsien. C'est une variation normale du deuxième métatarsien présente chez environ 25 % de la population totale. Bien que normal, l'orteil de Morton provoque une sur-inversion du pied. Ce qui sollicite ainsi davantage la partie latérale du ménisque du genou, favorise la lordose du bas du dos (colonne lombaire) et la cyphose du cou (colonne cervicale). Cela peut entraîner des maux de dos, des douleurs au genou et de l'arthrite à un âge précoce, une sensibilité constante de l'épaule, des torticolis aigus et chroniques, des maux de tête et jusqu'à de vagues courbatures non spécifiques.

## Blessures
Cet os a été nommé "Beckham bone" dans le milieu journalistique sportif anglophone, littéralement os de Beckham. Ce nom lui a été attribué à la suite de la blessure fortement médiatisée de David Beckham lui ayant occasionné une fracture de ce métatarsien.[réf. souhaitée]